# Étienne Ier de Moldavie
Pour les articles homonymes, voir Étienne Ier.
Étienne Ier de Moldavie (mort le 12 août ou le 28 novembre 1399) fut voïvode de Moldavie de 1395 à 1399. La monarchie étant élective dans les principautés roumaines (comme en Hongrie et Pologne voisines), le prince (voïvode, hospodar ou domnitor selon les époques et les sources) était élu par et parmi les boyards et, pour être nommé, régner et se maintenir, s'appuyait fréquemment sur les puissances voisines, hongroise, polonaise ou ottomane.

## Origine

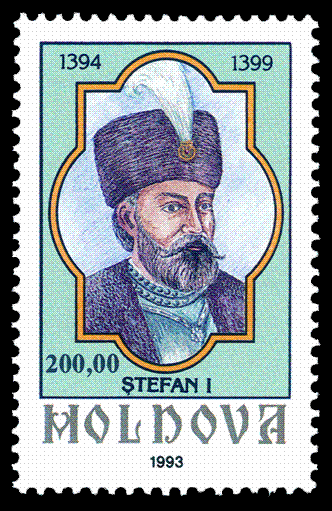
Timbre datant de 1993 à l'image du prince

La filiation de Ștefan ou Stețcu Mușat (français Étienne) est incertaine. Certains le considèrent comme un fils de Costea Musat et un frère de Roman Ier de Moldavie, d'autres comme le neveu du dernier; fils de Petru II de Moldavie ou fils d'une de leur sœur.

## Règne

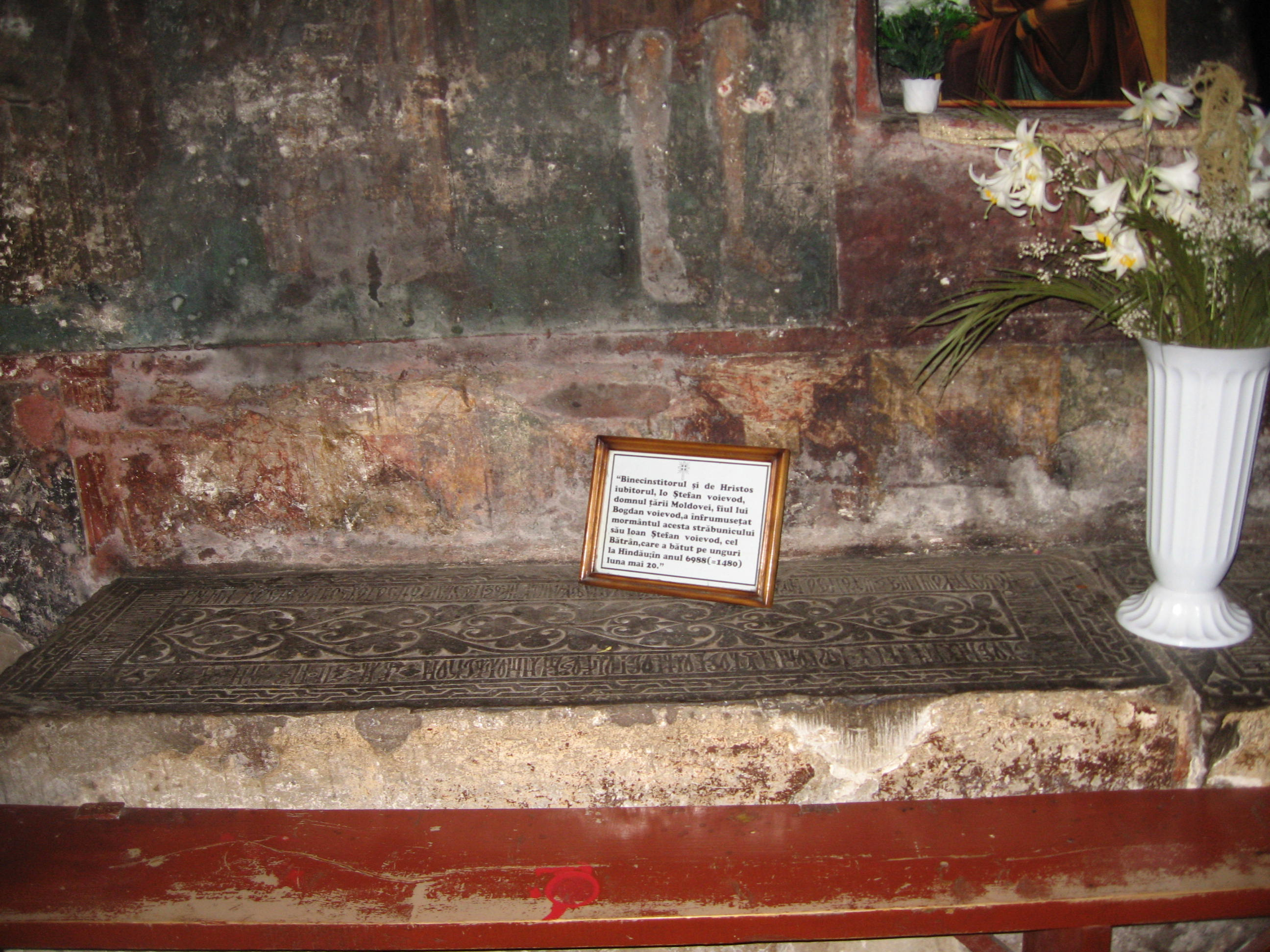
Tombe de Ștefan Ier Voievod dans l'église de Bogdana

Étienne apparaît pour la première fois avec le titre de « Jupân » le 18 novembre 1393. Il devient voïvode de Moldavie à la place de Roman Ier le 6 janvier 1395 lorsqu'il accepte la suzeraineté du roi de Pologne en reconnaissance pour l'aide qui lui a été fournie pour prendre le trône. Si Étienne Ier se reconnaît vassal du souverain polonais, cela ne fait pas de la Moldavie, comme l'affirment par erreur certains auteurs, une province polonaise ou un fief du roi de Pologne. La preuve en est qu'Étienne conserve tous ses titres princiers et son armée moldave qui repousse, entre le 2 et le 14 février 1395, les troupes hongroises à « Hindov » (probablement Ghindaoani dans la région de Neamt). Ces troupes hongroises soutenaient ses rivaux Roman Ier et Iuga Ologul.
Le 18 février 1395, le roi Sigismond de Hongrie accorde une récompense aux habitants de Brașov qui lui sont restés fidèles dans le conflit contre « Stephanum terrae Moldaviæ vayvodam » . Étienne Ier meurt dans un combat le 12 août ou 28 novembre 1399 et il est remplacé par Iuga Ologul qui retrouve son trône. 
Le prince Étienne Ier est inhumé comme ses prédécesseurs dans l'église Bogdana de Rădăuți nécropole des premiers princes de Moldavie